# Neo-uvaria foetida
Neo-uvaria foetida là loài thực vật có hoa thuộc họ Na. Loài này được Joseph Dalton Hooker & Thomas Thompson công bố mô tả khoa học hợp lệ đầu tiên năm 1872 dưới danh pháp Popowia foetida, dựa theo mô tả trước đó của Alexander Carroll Maingay. Năm 1939, Herbert Kenneth Airy Shaw chuyển nó sang chi Neo-uvaria. Nó là loài điển hình của chi Neo-uvaria.
Plants of the World Online và The Plant List hiện nay chỉ coi Neo-uvaria foetida như là danh pháp đồng nghĩa của Neo-uvaria acuminatissima.